# Георгий Победоносец
Гео́ргий Победоно́сец (Свято́й Гео́ргий, Гео́ргий Каппадоки́йский, Гео́ргий Ли́ддский; греч. Άγιος Γεώργιος) — христианский святой, великомученик, наиболее почитаемый святой с таким именем и один из наиболее известных святых в христианском мире. Существует множество вариантов его жития, как канонических, так и апокрифических. Согласно каноническому житию, пострадал во время Великого гонения при императоре Диоклетиане и после восьмидневных тяжких мучений в 303 (304) году был обезглавлен. Одним из самых известных сказаний о его чудесах является «Чудо о змие».

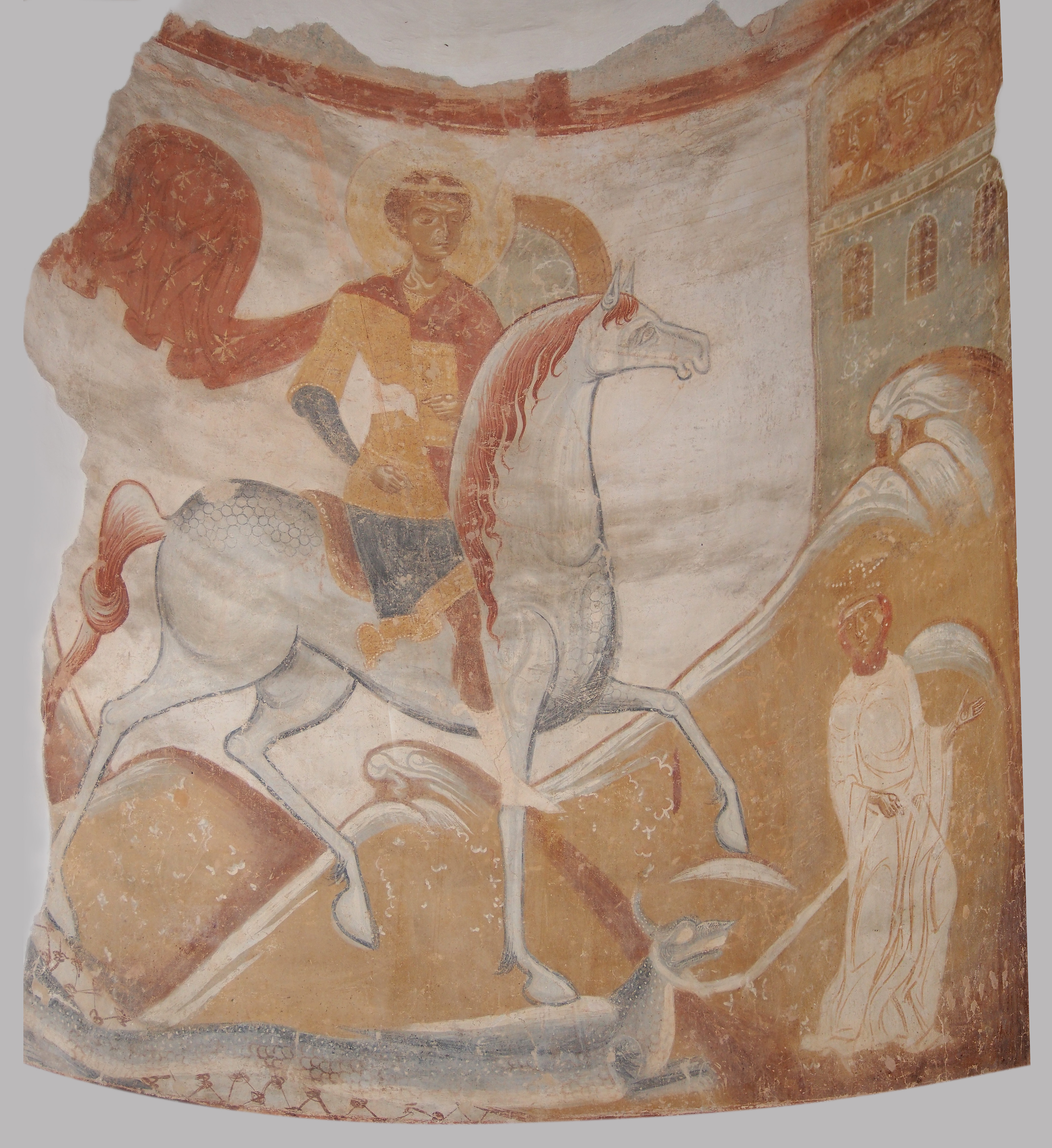
Чудо Георгия о змие, XII век, Старая Ладога

## Житие

### Греческие сказания
Согласно византийскому житию, изложенному преподобным Симеоном Метафрастом, святой Георгий родился в III веке в Каппадокии. В некоторых источниках названы имена его родителей и приведены краткие сведения о них: отец Георгия — воин Геронтий (сенатор из Севастополя Армянского, имевший достоинство стратилата), мать — Полихрония (владела богатыми имениями около города Лидда, Сирия Палестинская). После смерти отца переехали в Лидду. Поступив на военную службу, Георгий, отличавшийся умом, мужеством и физической силой, стал одним из тысяченачальников и любимцем императора Диоклетиана. Его мать скончалась, когда ему было 20 лет, и он получил богатое наследство. Георгий отправился ко двору, надеясь достичь высокого положения, но когда начались гонения на христиан, он, будучи в Никомидии, раздал имущество бедным и перед императором объявил себя христианином, его арестовали и стали пытать.
1. В 1-й день, когда его стали толкать в темницу копьями, одно из них сломалось чудесным образом, словно соломинка. Затем его привязали к столбам, а на грудь положили тяжёлый камень.
2. На следующий день его подвергли пытке колесом, утыканным ножами и мечами. Диоклетиан счёл его мёртвым, но вдруг явился ангел, и Георгий приветствовал его, как это делали воины, тогда император понял, что мученик ещё жив. Его сняли с колеса и увидели, что все раны исцелились.
3. Затем его бросили в яму, где была негашёная известь, но и это не повредило святому.
4. Через день ему перебили кости на руках и ногах, но наутро они опять стали целыми.
5. Его заставили бежать в раскалённых докрасна железных сапогах (вариант — с острыми гвоздями внутри). Всю следующую ночь он молился и наутро опять предстал перед императором.
6. Его избили плетьми (воловьими жилами) так, что со спины слезла кожа, но он восстал исцелённым.
7. На 7-й день его принудили выпить две чаши со снадобьями, приготовленными волхвом Афанасием, от одной из которых он должен был лишиться разума, а от второй — умереть. Но они не повредили ему. Затем он совершил несколько чудес (воскресил умершего и оживил павшего вола), что заставило многих обратиться в христианство[9].

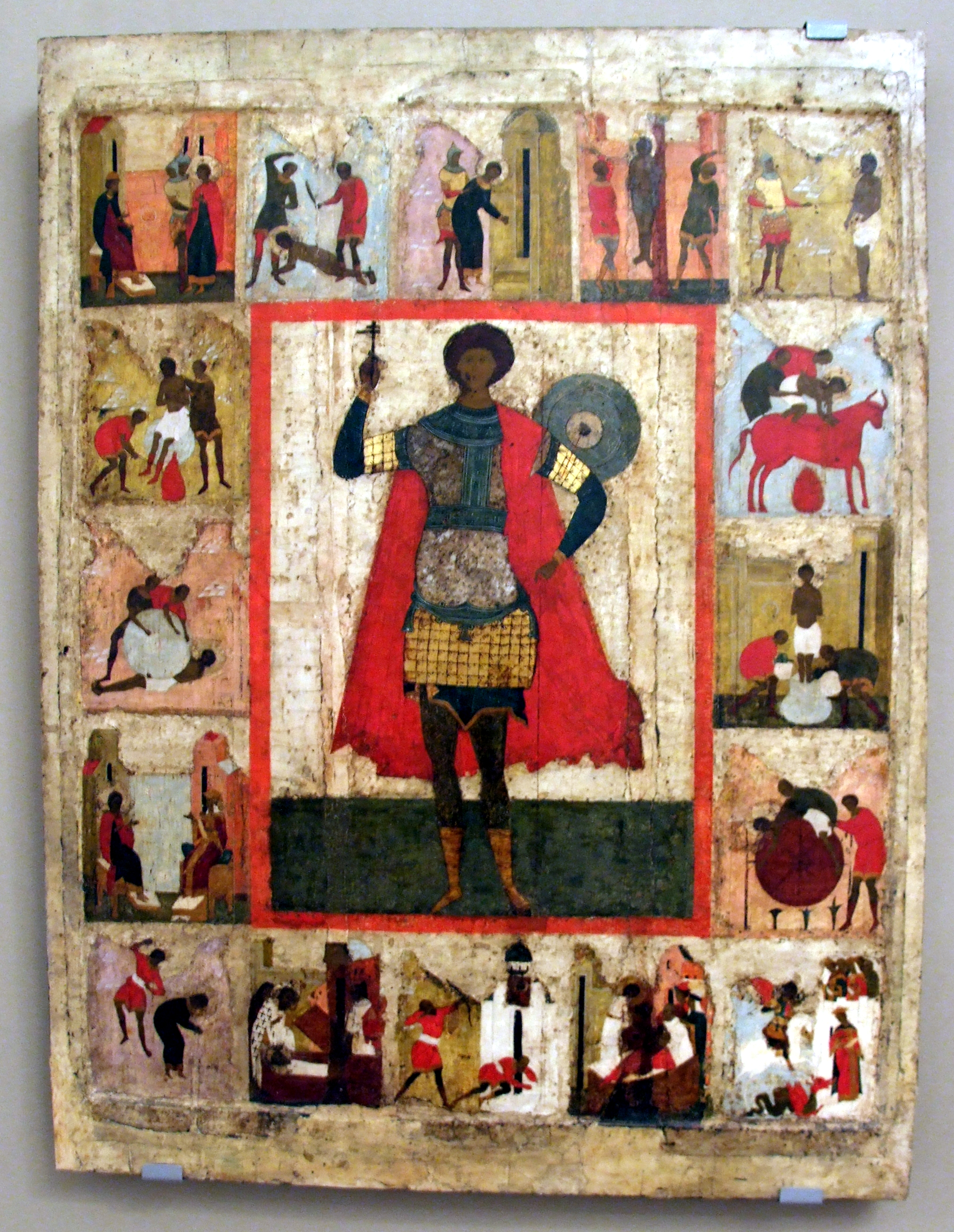
Житийная икона Святого Георгия. В клеймах можно разглядеть различные пытки, в том числе и те, которых нет в стандартном списке — например, как его жгут в медном раскалённом докрасна быке

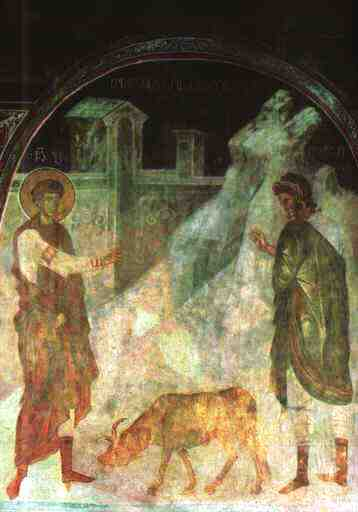
Дамиан. «Святой Георгий воскрешает павшего вола», Грузия

Георгий перенёс все эти мучения и не отрёкся от Христа. После безрезультатных уговоров отречься и принести языческое жертвоприношение, его приговорили к смерти. В эту ночь ему во сне явился Спаситель с золотым венцом на голове и сказал, что его ожидает Рай. Георгий тотчас позвал слугу, который записал всё сказанное (один из апокрифов написан от лица именно этого слуги) и велел после смерти отвезти своё тело в Палестину.
В конце мучений Георгия император Диоклетиан, спустившись в темницу, ещё раз предложил истерзанному пытками бывшему командиру его телохранителей отречься от Христа. Георгий сказал: «Отнесите меня в храм Аполлона». И когда это было исполнено (на 8-й день), Георгий встал в полный рост перед белокаменной статуей, и все услышали его речь: «Неужели ради тебя я иду на заклание? И можешь ли ты принять от меня эту жертву как Бог?» При этом Георгий осенил себя и статую Аполлона крестным знамением — и этим вынудил беса, обитавшего в ней, объявить себя падшим ангелом. После этого сокрушились все идолы в храме.
Взбешённые этим жрецы кинулись избивать Георгия, а прибежавшая в храм жена императора Александра бросилась к ногам великомученика и, рыдая, просила простить за грехи её мужа-тирана. Она была обращена в веру случившимся только что чудом. Диоклетиан в гневе закричал: «Отсечь! Отсечь головы! Обоим отсечь!» Георгий, помолившись в последний раз, со спокойной улыбкой положил голову на плаху.
Вместе с Георгием приняла мученическую смерть царица Александра Римская, названная в житии супругой императора Диоклетиана (реальную супругу императора, известную по историческим источникам, звали Приска).
Легенды о святом Георгии излагали Симеон Метафраст, Андрей Иерусалимский, Григорий Кипрский.
В традиции Византийской империи существует легендарная связь между Георгием Победоносцем и святыми воинами Феодорами — Феодором Стратилатом и Феодором Тироном. Исследователи объясняют это тем, что Галатия и Пафлагония, которые являлись центрами почитания святых Феодоров, были недалеко от Малой Азии и Каппадокии, где почитали святого Георгия.
Существует ещё одна связь между Феодором Стратилатом и Георгием Победоносцем.
В русских духовных стихотворных произведениях Феодор (без уточнения) — это отец Егория (Георгий Победоносец).
Существует также немецкая средневековая поэма, в которой братом Георгия назван воин Феодор (из контекста неясно, Тирон или Стратилат).

### Латинские тексты

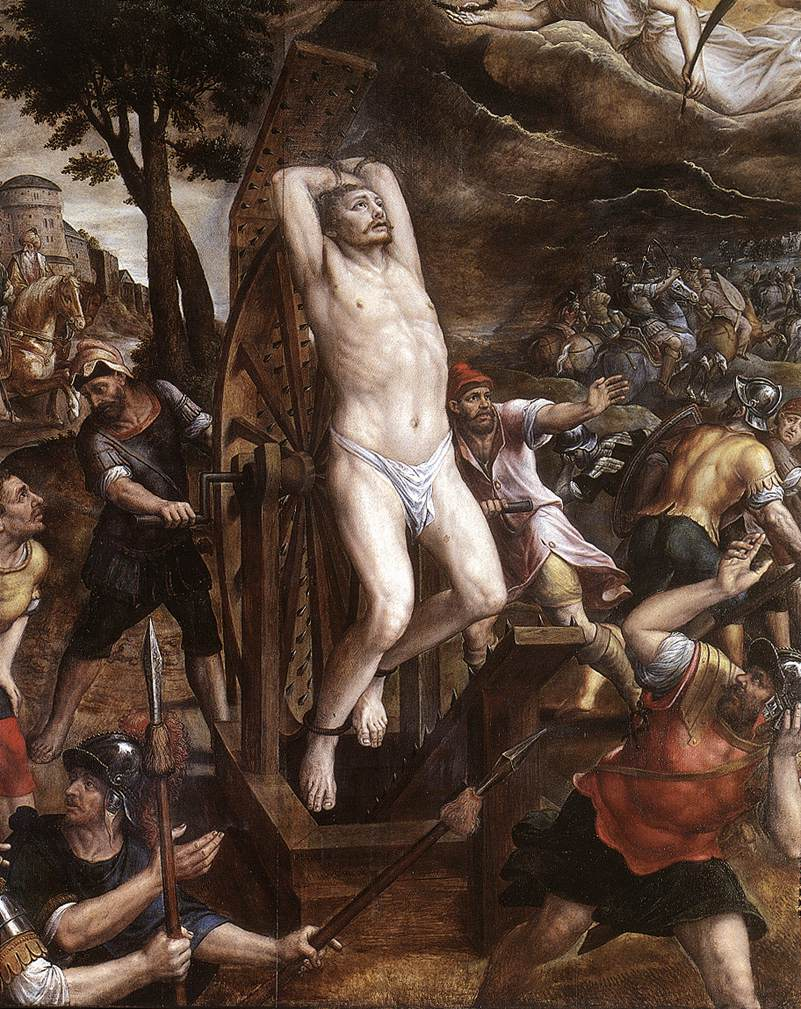
Микаэл ван Кокси. «Мученичество святого Георгия»

Латинские тексты жития Георгия (лат. Sanctus Georgius), являясь изначально переводами греческих, со временем стали сильно отличаться от них. Они гласят, что по наущению дьявола римский император Дациан, повелитель 72-х царей, подверг жестоким гонениям христиан. В это время жил некий Георгий из Каппадокии, уроженец Мелитены, он жил там у некоей благочестивой вдовы. Его подвергли многочисленным пыткам (дыба, железные клещи, огонь, колесо с железными остриями, сапоги, прибитые к ногам, железный сундук, изнутри утыканный гвоздями, который сбрасывали с обрыва, били кувалдами, клали столб на грудь, швыряли на голову тяжёлый камень, клали на раскалённое железное ложе, лили расплавленный свинец, бросали в колодец, забивали 40 длинных гвоздей, сжигали в медном быке). После каждой пытки Георгий снова исцелялся. Мучения продолжались 7 дней. Его стойкость и чудеса обратили в христианство 40 900 человек, в том числе и царицу Александру. Когда по приказу Дациана казнили Георгия и Александру, с неба сошёл огненный вихрь и испепелил самого императора.

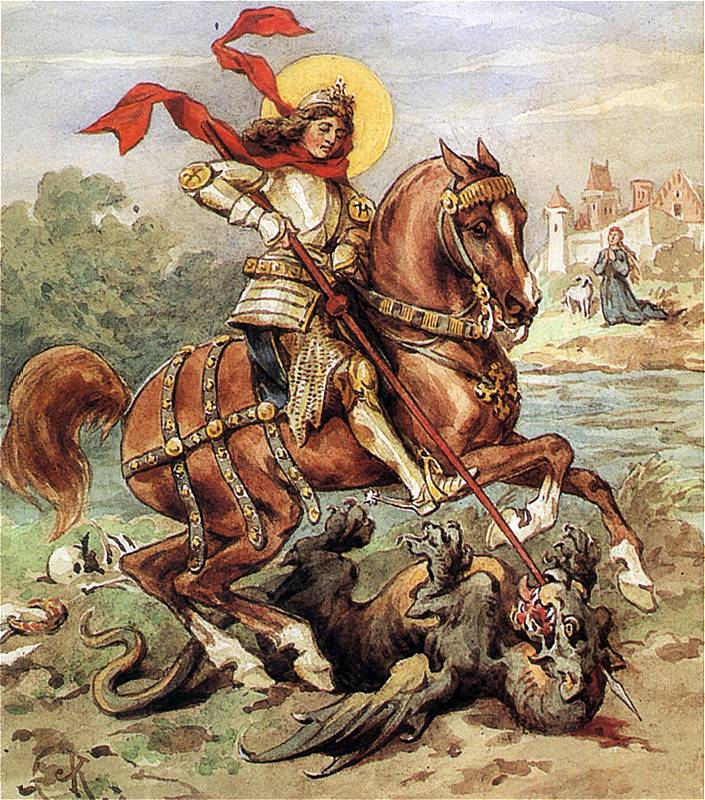
Юлиуш Коссак. «Святой Георгий»

Рейнбот фон Турн (XIII век) пересказывает легенду, упрощая её: 72 царя у него превратились в 7, а бесчисленные пытки сократились до 8 (связывают и кладут на грудь тяжёлый груз; бьют палками; морят голодом; колесуют; четвертуют и бросают в пруд; спускают с горы в медном быке; загоняют под ногти отравленный меч), и наконец, отрубают голову.
Яков Ворагинский пишет, что сначала его привязали к кресту и драли железными крючьями, пока наружу не вылезли кишки, а потом окатили солёной водой. На следующий день заставили выпить яд. Затем привязали к колесу, но оно сломалось; затем бросили в котёл с расплавленным свинцом. Потом по его молитве с небес сошла молния и испепелила всех идолов, а земля разверзлась и поглотила жрецов. Жена Дациана (проконсул при Диоклетиане) обратилась, увидев это, в христианство; её с Георгием обезглавили, а Дациана после этого тоже испепелило.

### Апокрифические тексты
К наиболее ранним источникам апокрифических сказаний о святом Георгии относятся:
- Венский палимпсест (V век);
- «Мученичество Георгия», упоминаемое в Декрете папы Геласия (ранняя редакция конец V — начало VI веков). Геласий отвергает акты мученичества святого Георгия как еретическую фальсификацию и относит Георгия к святым, которые более известны Богу, чем людям[13];
- «Деяния Георгия» (Нессанские отрывки) (VI век, найдены в 1937 году в пустыне Негев).

Апокрифическая агиография относит мученичество Георгия к правлению некоего персидского или сирийского правителя Дадиана. Житие «Страдание славного великомученика Георгия» Феодора Дафнопата, жившего в X веке, называет Дадиана топархом Сирии и племянником императора Диоклетиана. По этому апокрифу казни Георгия приказывал делать Диоклетиан, Дадиан при этом требовал усилить пытки, и присутствовал также Максимиан.
Также в апокрифе о святом великомученике Никите Бесогоне, известном с XI века, упоминается Георгий, «замученный Дадианом», и спрашивается, не он ли подучил Никиту уничтожить золотых языческих идолов. Иконографический образ Никиты Бесогона из этого жития, о поверженном им бесе-дьяволе, и многократных попытках Максимиана его мученически казнить, чему мешали чудеса, иногда сливается с образом Георгия.
Апокрифические жития о Георгии сообщают о его семилетних мучениях, троекратной смерти и воскрешении, о забивании в его голову гвоздей и т. п. В четвёртый раз Георгий умирает, усечённый мечом, а его мучителей постигает небесная кара.
Мученичества святого Георгия известны в латинских, сирийских, грузинских, армянских, коптских, эфиопских и арабских переводах, которые содержат различные подробности о перенесённых святым страданиях. Один из лучших текстов его жития находится в славянской Минее.

### На Востоке
В исламе Георгий (Джирджис, Гиргис, Эль-Худи) является одной из главных некоранических фигур, пользующихся особым почитанием.
Житие святого Георгия было переведено на арабский язык в начале VIII века, и под влиянием арабов-христиан почитание святого Георгия проникло в среду арабов-мусульман. Арабский апокрифический текст жития святого Георгия содержится в «Истории пророков и царей» (начало X века), в нём Георгий называется учеником одного из апостолов пророка Исы, которого язычник царь Мосула подверг пыткам и казням, но Георгий каждый раз был воскрешаем Аллахом.
Греческий историк XIV века Иоанн Кантакузин отмечает, что в его время существовало несколько храмов, возведённых мусульманами в честь святого Георгия. О том же говорит путешественник XIX века Буркхард. Дин Стэнли в XIX веке записал, что видел мусульманскую «часовню» на берегу моря вблизи города Сарафенд (древней Сарепты), которая была посвящена Эль-Худеру. Внутри неё не было усыпальницы, а только ниша, что являлось отступлением от мусульманских канонов — и объяснялось по словам местных крестьян тем, что Эль-Худер не умер, а летает по всей земле, и везде, где он появляется, люди возводят подобные «часовни».
В мифологии ряда мусульманских народов имеется сказание, напоминающее Чудо святого Георгия о змие. По предположениям некоторых исследователей, Георгий как мифический персонаж представляет собой семитское божество, перешедшее в христианство, в чью историю в процессе адаптации были внесены некоторые изменения, чтобы очистить её от лишних подробностей и лишить эротического оттенка. Так, богиня любви подобных мифов превратилась в набожную вдову, в доме которой проживал святой юноша, а царица подземного царства — в царицу Александру, которая последует за ним в могилу.

## Чудеса святого Георгия

Паоло Уччелло. «Битва Св. Георгия со змеем»

Одним из самых известных посмертных чудес святого Георгия является убийство копьём змея (дракона), опустошавшего землю одного языческого царя в Берите (современный Бейрут), хотя по хронологии эта территория уже давно находилась под властью Римской империи. Как гласит предание, когда выпал жребий отдать на растерзание чудовищу царскую дочь, явился Георгий на коне и пронзил змея копьём, избавив царевну от смерти. Явление святого способствовало обращению местных жителей в христианство.
Это сказание часто толковалось иносказательно: царевна — церковь, змей — язычество. Также это рассматривается как победа над дьяволом — «древним змием» (Откр. 12:3; 20:2).
Существует вариант описания данного чуда, относящегося к жизни Георгия. В нём святой покоряет змея молитвой, и предназначенная в жертву девушка ведёт его в город, где жители, видя это чудо, принимают христианство, а Георгий убивает змея мечом.

## Мощи

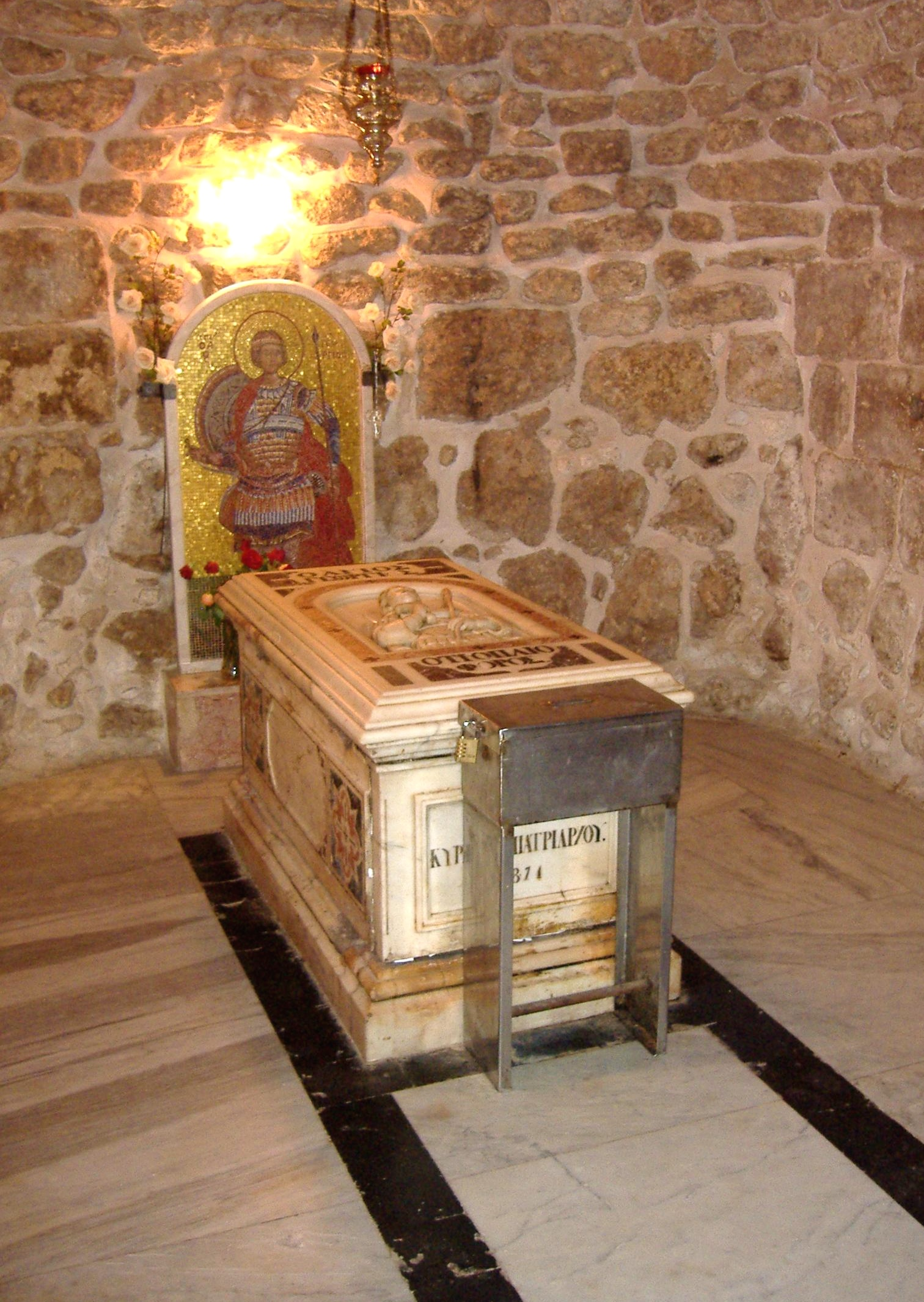
Гробница святого Георгия Победоносца в Лоде

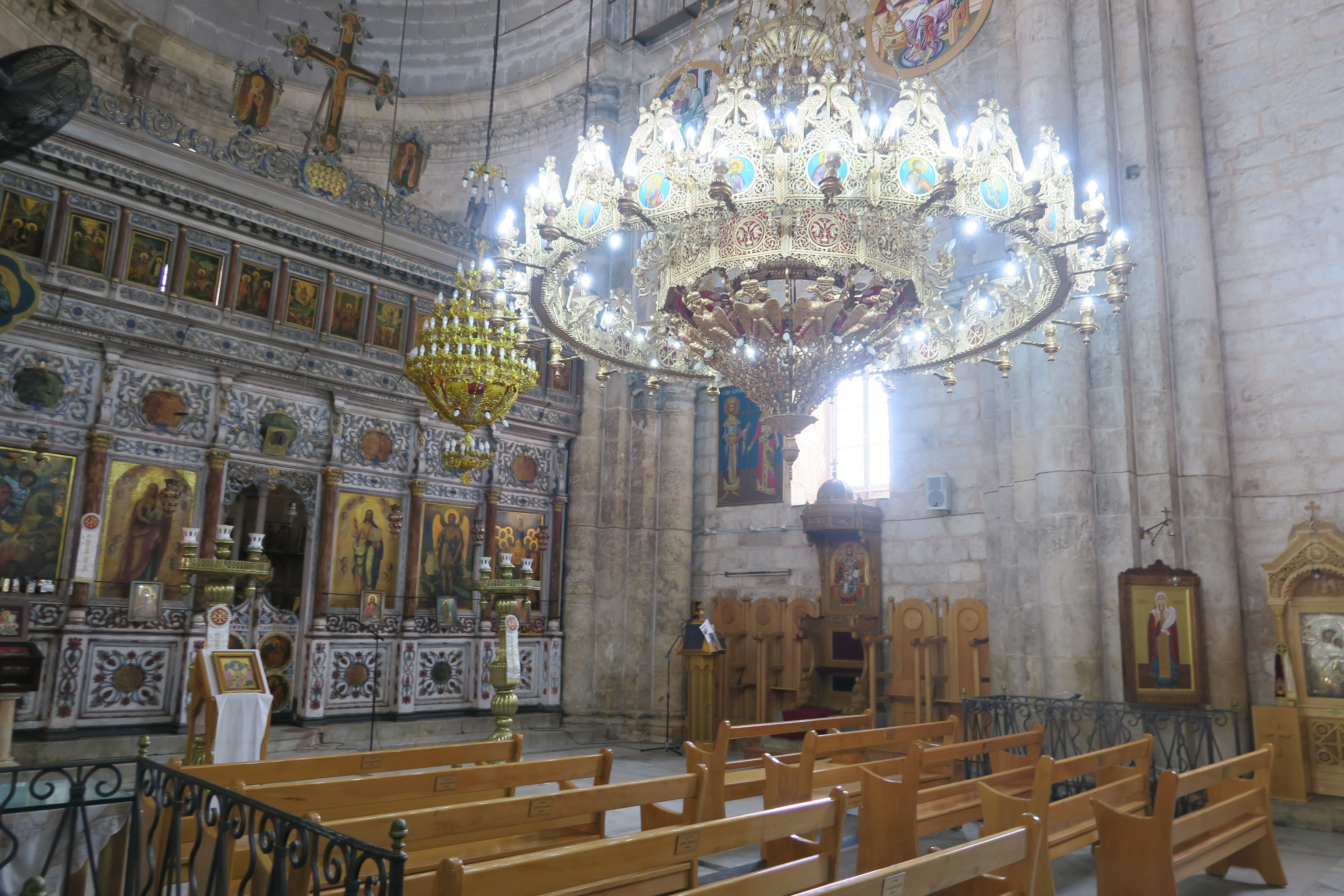
Храм Святого великомученика Георгия Победоносца в Лидде (Израиль) 2016

Согласно преданию, святой Георгий захоронен в городе Лод (в прошлом Лидда), в Израиле. Над его гробницей построен храм Святого Георгия, который принадлежит Иерусалимской православной церкви. В этом храме находится ковчег с частью мощей святого Георгия. Часть главы святого находится под главным алтарём в римской базилике Сан-Джорджио-ин-Велабро. Это не единственная часть главы святого Георгия. Паломник Трифон Коробейников в конце XVI века писал, что в церкви Святого Георгия в городе Лоде находилась глава святого Георгия. В 1821 году де Планси описывает десяток голов, которые хранились в храмах и монастырях и считались главой Георгия Победоносца, они находились: в Венеции, Сан-Сальвадоре, Праге, Кёльне, Ле-Манe, Оверни, Трире, Константинополе, Лоде, Риме и т. д.
Также известно, что часть мощей содержится в храме-реликварии Сент-Шапель в Париже. Реликвию сохранил французский король Людовик Святой, после чего она неоднократно служила на церковных празднествах в честь святого Георгия. Другие части мощей — десница, то есть правая рука до локтя, — хранятся в серебряной раке на святой горе Афон, в монастыре Ксенофонт (Греция).
В ноябре 2010 года патриарх Александрийский и всей Африки Феодор II передал ковчег с частицей мощей святого Георгия главе Республики Северная Осетия-Алания Т. Мамсурову и архиепископу Ставропольскому и Владикавказскому Феофану, прибывшим за святыней в Каир. Ковчег хранится в кафедральном соборе великомученика Георгия во Владикавказе.

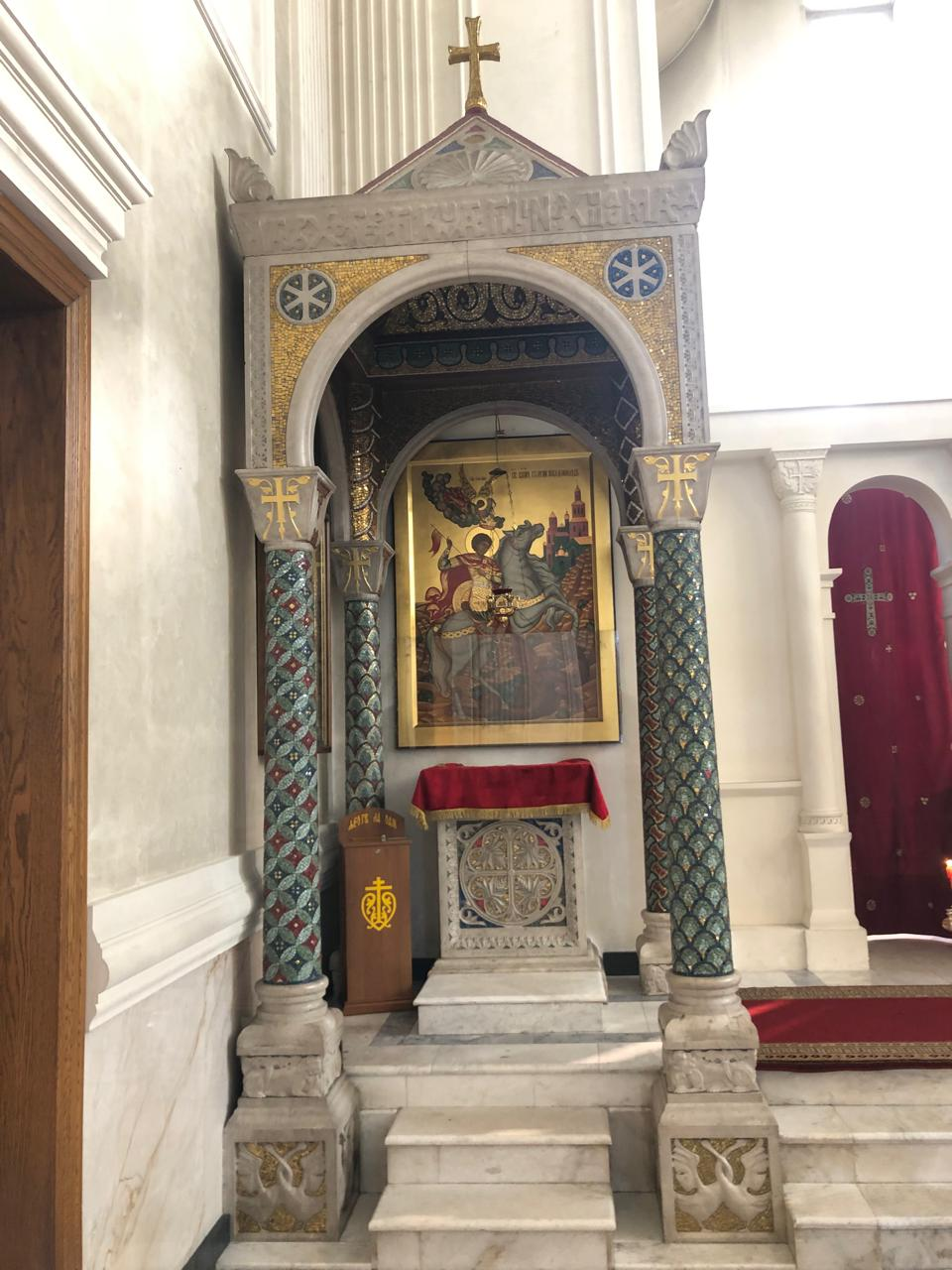
Сень над ковчегом с мощами святого. Свято-Георгиевский кафедральный собор, Владикавказ

Вериги или цепи, в которые был закован святой, находятся в часовне монастырского комплекса Александрийской православной церкви в Каире.

## Реальность существования
Евсевий Кесарийский рассказывает:

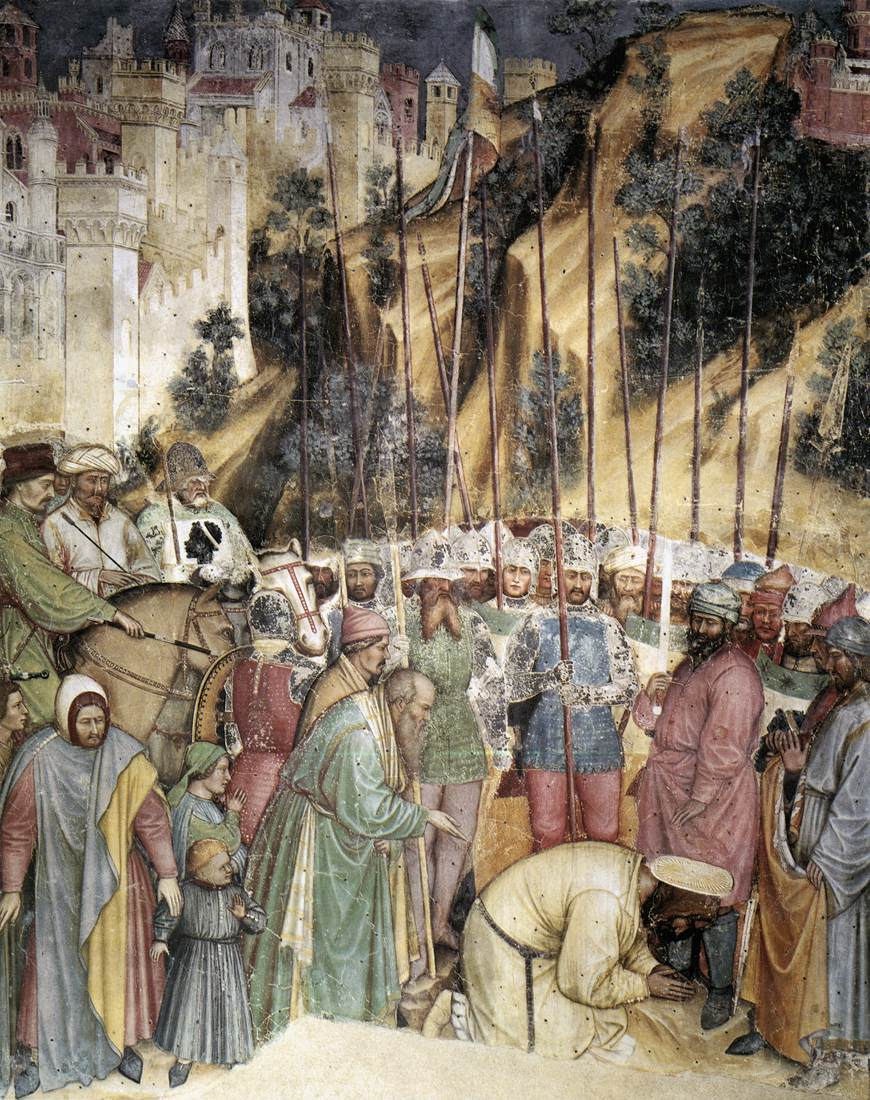
Усекновение главы святого Георгия (фреска Альтикьеро да Дзевио в капелле Сан-Джорджо, Падуя)

Когда впервые был оглашён указ о церквах [Диоклетиана], некий человек самого высокого, по мирским представлениям, звания, движимый ревностью по Боге и побуждаемый горячей верой, схватил указ, прибитый в Никомидии в общественном месте, и разорвал его на куски как богохульный и нечестивейший. Это произошло, когда в городе находилось два властителя: один — самый старший — и другой, занимавший после него четвёртую ступень в управлении. Этот человек, прославившийся таким образом, выдержал всё, что полагалось за такой поступок, сохраняя до последнего вздоха ясный ум и спокойствие.
— Евсевий Кесарийский. Церковная история. VIII. 5
Предполагают, что этим мучеником, имени которого Евсевий не называет, мог быть святой Георгий, в таком случае, это всё, что о нём известно из достоверного источника.
Упоминается надпись 346 года на греческом языке из церкви в городе Изра (Сирия), изначально бывшей языческим храмом. В ней говорится о Георгии как о мученике, что важно, так как в тот же период был другой Георгий — епископ Александрийский (умер в 362 году), с которым мученика иногда путают. Кальвин первым усомнился в том, что Георгий Победоносец должен быть почитаемым святым; за ним последовал доктор Рейнольдс, по мнению которого, он и Александрийский епископ — одно и то же лицо. Епископ Георгий был арианином (то есть для современной церкви — еретиком), он родился на сукновальной мельнице в Эпифании (Киликия), был поставщиком провизии для армии (Константинополь), а когда его уличили в мошенничестве, бежал в Каппадокию. Друзья-ариане простили его после выплаты штрафа и послали в Александрию, где он был избран епископом (в противовес святому Афанасию) сразу же после смерти арианского прелата Григория. Вместе с Драконтием и Диодором он сразу же начал жестокие гонения на христиан и язычников, причём последние его и убили, подняв восстание. Доктор Хейлин (1633) возражал против этого отождествления, но доктор Джон Петтинкал (1753) снова поднял вопрос о личности Победоносца. Доктор Самуэль Пегг (1777) ответил ему в своём докладе, сделанном для Общества собирателей древностей. Эдвард Гиббон тоже считал, что Георгий Победоносец и арианский епископ — один и тот же человек. Сабин Баринг-Гоулд (1866) решительно возражал против такого отождествления безусловно реально существовавшего епископа со святым мучеником: «…невероятность подобной трансформации заставляет любого усомниться в истинности этого утверждения. Слишком велика была вражда между католиками и арианами, чтобы приверженца последних, да ещё гонителя католиков, могли принять за святого. Сочинения святого Афанасия, в которых тот нарисовал далеко не лестный портрет своего противника, в Средние века имели достаточно широкое распространение, и такая ошибка была бы просто невозможна».
В XIII веке Иаков Ворагинский в «Золотой легенде» писал:

В календаре Беды говорится, что святой Георгий пострадал в Персии в городе Диосполис; в ином месте читаем, что он покоится в городе Диосполис, который прежде назывался Лиддой и находится около Яффы. В другом месте, что пострадал при императорах Диоклетиане и Максимиане. В ином месте, что при Диоклетиане, императоре персов, в присутствии семидесяти царей своего государства. Здесь, что при владыке Дациане в правление Диоклетиана и Максимиана.
Существует также гипотеза о существовании двух святых с именем Георгий, один из которых пострадал в Каппадокии, а другой в Лидде.

## Почитание

### Культ святого Георгия

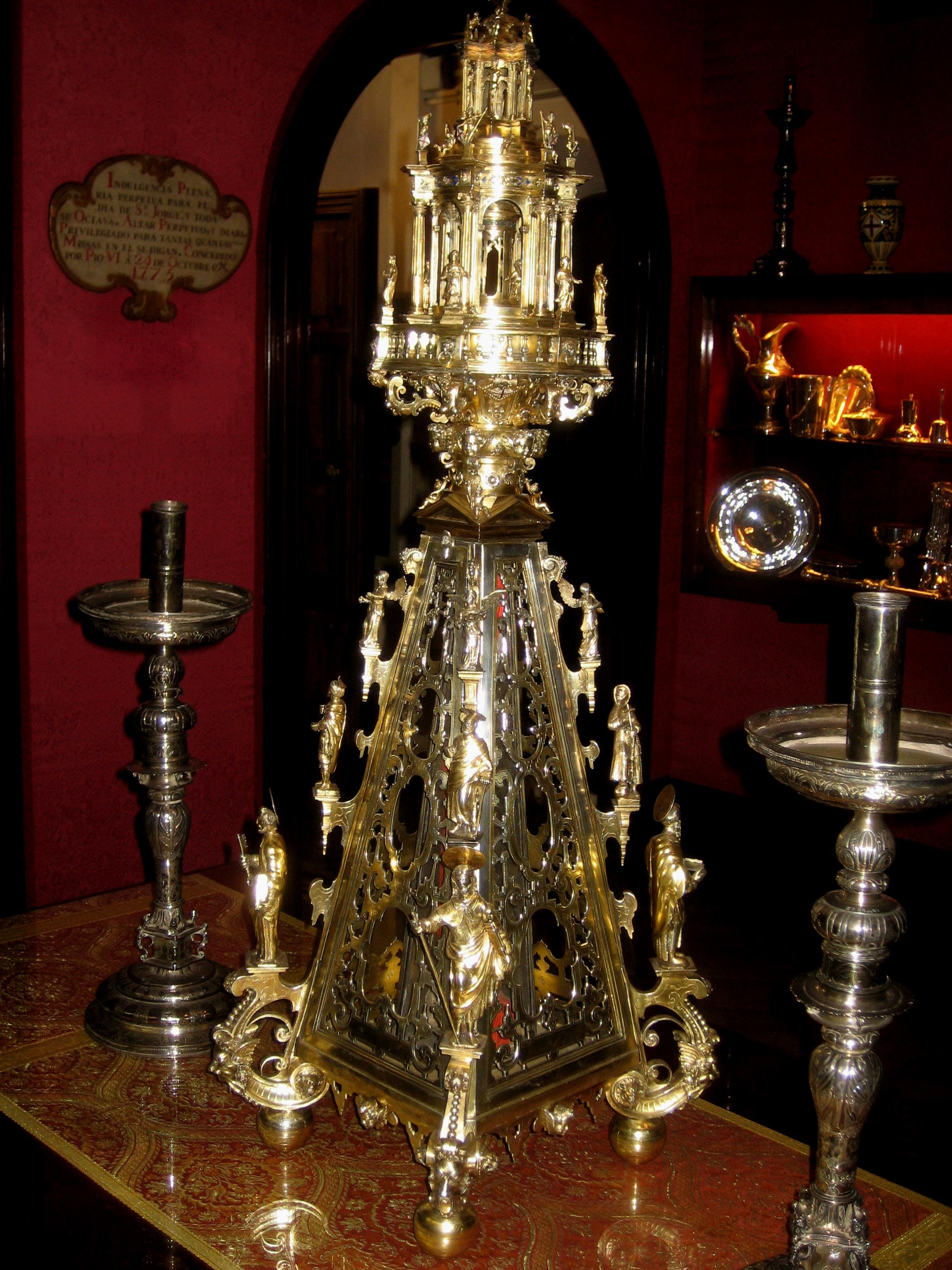
Реликварий с мощами св. Георгия Победоносца

Этот святой стал необычайно популярен ещё со времён раннего христианства. В Римской империи, начиная с IV века, стали появляться церкви, посвящённые Георгию, сначала в Сирии и Палестине, затем и на всём Востоке. На Западе империи культ святого Георгия также появился рано — не позднее V века, о чём свидетельствуют как апокрифические тексты и жития, так и культовые сооружения, известные в Риме с VI века, в Галлии с V века.
По одной из версий, культ святого Георгия, как это часто случалось с христианскими святыми, был выдвинут в противовес языческому культу Диониса, строились храмы на месте прежних святилищ Диониса, и отмечались в честь него праздники в дни дионисий.
В народной традиции, Георгий считается покровителем воинов, земледельцев (имя Георгий происходит от греч. γεωργός — земледелец) и скотоводов. В Сербии, Болгарии и Северной Македонии верующие обращаются к нему с молитвами о ниспослании дождя. В Грузии к Георгию обращаются с просьбами о защите от зла, о даровании удачи на охоте, об урожае и приплоде скота, об исцелении от недугов, о чадородии. В Западной Европе считается, что молитвы святому Георгию (Джорджу) помогают избавиться от ядовитых змей и заразных болезней. Святой Георгий известен исламским народам Африки и Ближнего Востока под именами Джирджис и аль-Хидр.

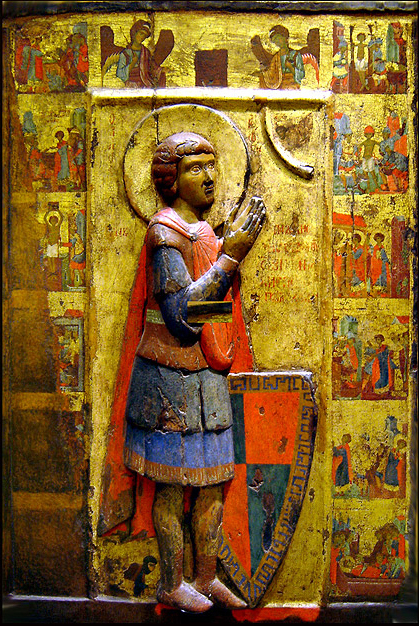
Святой Георгий с житием. Византийская икона

### Память
В Православной церкви:
- 23 апреля (6 мая);
- 3 (16) ноября — обновление (освящение) храма Святого Георгия в Лидде (IV век);
- 10 (23) ноября — колесование великомученика Георгия[31];
- 26 ноября (9 декабря) — освящение церкви великомученика Георгия в Киеве в 1051 году (празднование Русской православной церкви, известное в народе как осенний Юрьев день)[32].

В Католической церкви — 23 апреля.
На Западе святой Георгий — покровитель рыцарства, участников крестовых походов; он — один из Четырнадцати святых помощников.

### Почитание на Руси

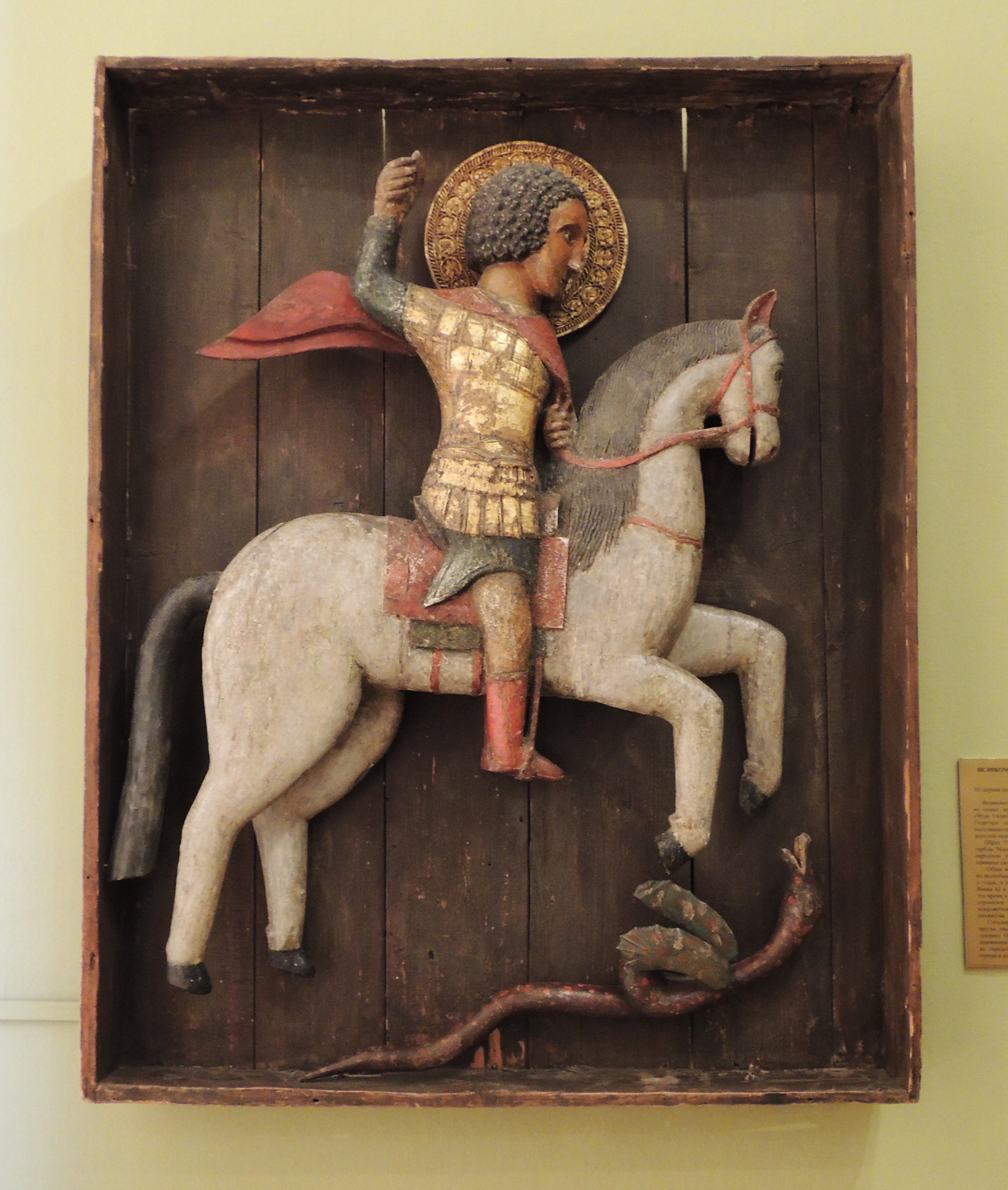
Георгий Победоносец (XV век, Ростовский кремль)

На Руси с древних времён святой Георгий почитался под именем Юрия или Егория. В 1030-х годах великий князь Ярослав основал в Киеве и Новгороде монастыри святого Георгия (см. Юрьев монастырь) и повелел по всей Руси «творити праздник» святого Георгия 26 ноября.
В русской народной культуре Георгия почитали как покровителя воинов, земледельцев и скотоводов. 23 апреля и 26 ноября (по старому стилю) известны под именем весеннего и осеннего дней святого Георгия. В весенний Юрьев день крестьяне первый раз после зимы выгоняли скот на поля. Изображения святого Георгия встречаются издревле на великокняжеских монетах и печатях.
По мнению Т. Зуевой, образ святого великомученика Георгия, известного в легендах и сказках под именем Егория Храброго, в народной традиции слился с языческим Даждьбогом.

### Почитание в Грузии

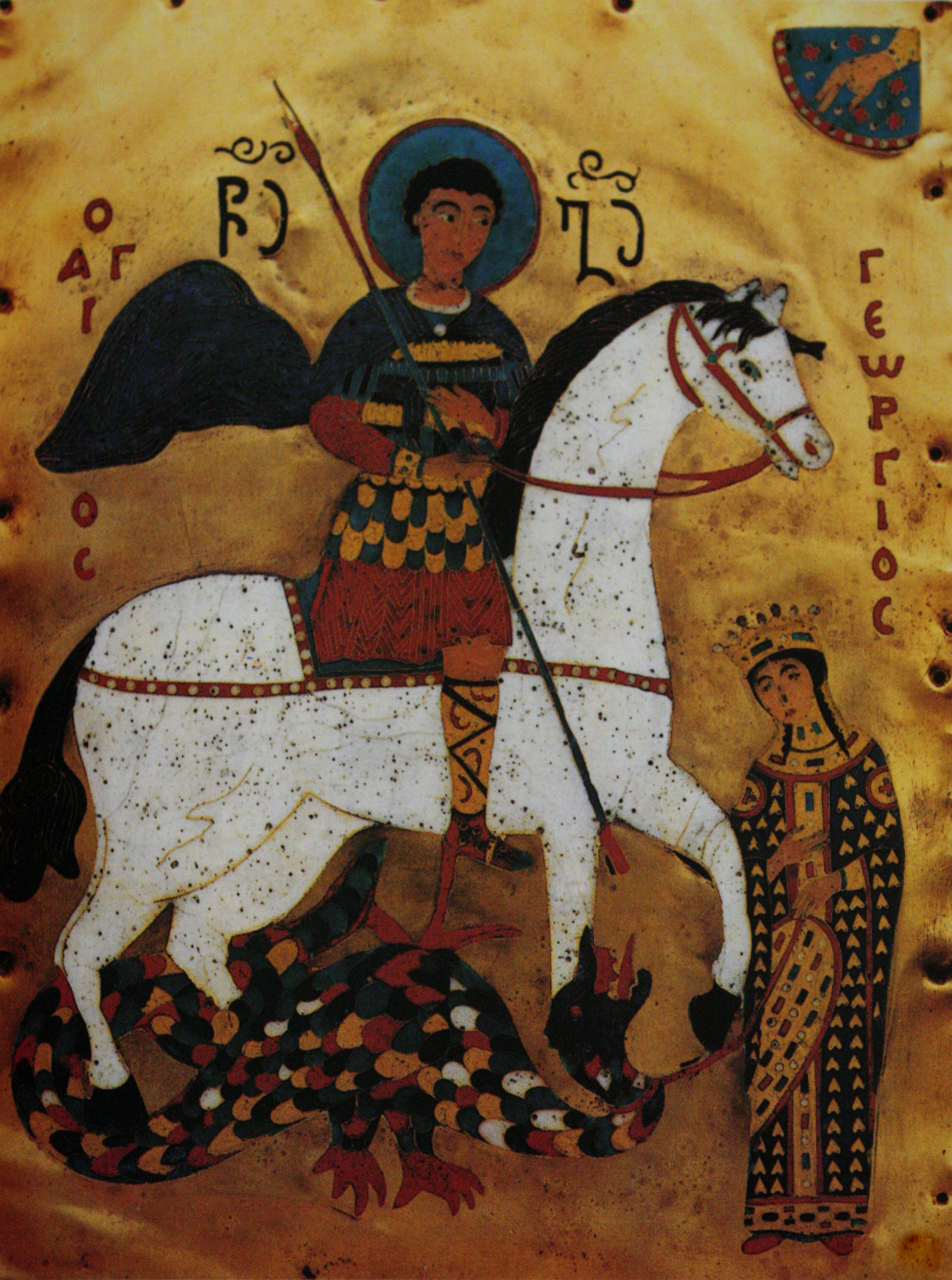
Святой Георгий, спасающий дочь императора
(эмалевая миниатюра, Грузия, XV век)

Святой Георгий вместе с Богородицей считается небесным покровителем Грузии и является у грузин самым почитаемым святым. По местным преданиям, Георгий приходился родственником равноапостольной Нино, просветительнице Грузии.
Первый храм в честь святого Георгия был построен в Грузии в 335 году царём Мирианом на месте погребения святой Нино, с IX века строительство церквей в честь Георгия стало массовым.
Житие святого было впервые переведено на грузинский язык в конце X века. В XI веке Георгий Святогорец при переводе «Великого Синаксаря» выполнил краткий перевод жития Георгия.
Георгиевский крест присутствует на флаге грузинской церкви. Впервые он появился на грузинских знамёнах при царице Тамаре.

### Почитание в Осетии
В осетинских традиционных верованиях важнейшее место занимает Уастырджи (Уасгерги), изображающийся седобородым мужчиной на белом коне и отождествляющийся с Георгием Победоносцем. Он покровительствует мужчинам. Женщинам запрещено произносить его имя, вместо которого они называют его Лэгты дзуар («Покровитель мужчин»). Праздник в его честь называется Джеоргуба, он происходит в ноябре и продолжается одну неделю. Кафедральный собором Владикавказской епархии в Северной Осетии является Свято-Георгиевский храм.

### В Турции
В честь святого освящён главный храм Вселенского патриархата в стамбульском квартале Фанар.
Особый характер имеет с конца XX века почитание святого Георгия в монастыре его имени на турецком острове Бююкада (Принкипо) в Мраморном море: в день его памяти 23 апреля (в эту дату также отмечается турецкий государственный праздник — День национальной независимости и детей Турции) в монастырь стекается значительное число турок, не исповедующих христианство.

### Почитание в Греции
В Греции 23 апреля отмечают Агиос Георгиос (греч. Άγιος Γεώργιος) — праздник Святого Георгия, покровителя пастухов и хлеборобов.

## В славянской традиции

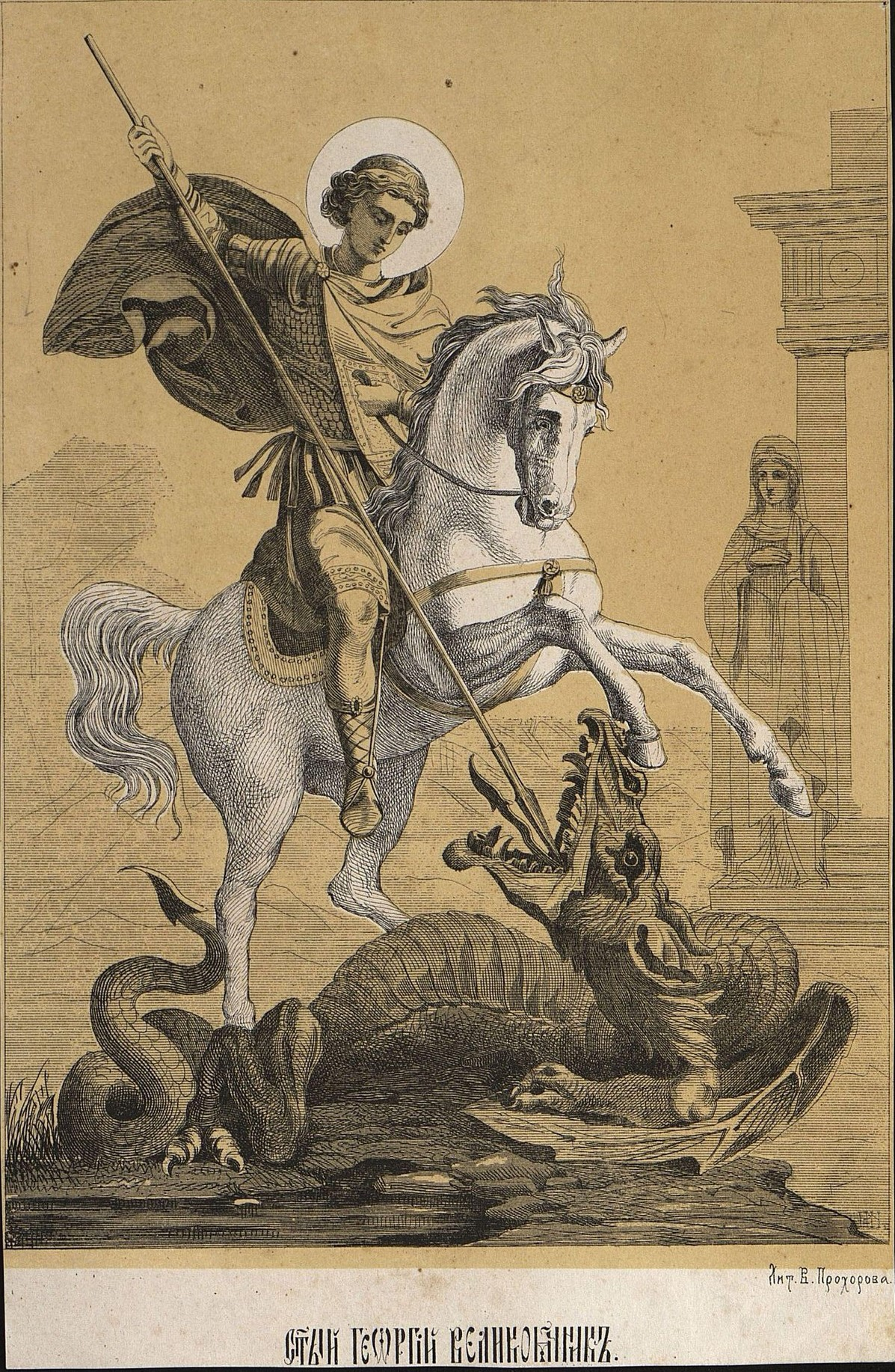
Святой Георгий Великомученик (литография, Россия, конец XIX века)

В народной культуре славян называется Егорий Храбрый — защитник скота, «волчий пастырь».
В народном сознании сосуществуют два образа святого: один из них приближён к церковному культу св. Георгия — змееборца и христолюбивого воина, другой, весьма отличный от первого, к культу скотовода и землепашца, хозяина земли, покровителя скота, открывающего весенние полевые работы. Так, в народных легендах и духовных стихах воспеваются подвиги святого воина Егория (Георгия), устоявшего перед пытками и посулами «царища Демьянища (Диоклетианища)» и поразившего «люту змию, люту огненну». Мотив победы св. Георгия известен в устной поэзии восточных и западных славян. У поляков св. Ежи сражается с «вавельским смоком» (змеем из краковского замка). Русский духовный стих, также следуя иконописному канону, причисляет к змееборцам и Феодора Тирона (см. Сказание о подвигах Фёдора Тиринина), которого восточно- и южнославянские традиции тоже представляют всадником и защитником скота.

## Изображения

### В искусстве
Иконография чуда Георгия о змие сформировалась, вероятно, под влиянием античных изображений фракийского всадника. В западной (католической) части Европы святой Георгий обычно изображался как мускулистый мужчина в тяжёлых доспехах и шлеме, с толстым копьём, на реалистичном коне, который с физическим напряжением пронзает копьём относительно реалистичного змея с крыльями и лапами. В восточных (православных) землях отсутствует этот акцент на земном и материальном: не очень мускулистый юноша (без бороды), без тяжёлых доспехов и шлема, с тонким, явно не физическим, копьём, на нереалистичном (духовном) коне, без особого физического напряжения, пронзает копьём нереалистичного (символического) змея с крыльями и лапами. Наиболее ранние изображения чуда св. Георгия происходят с территории Каппадокии, Армении и Грузии.
Образ св. Георгия остаётся актуальным и в творчестве современных художников. В основе большинства работ лежит традиционный сюжет — Св. Георгий, поражающий копьём змея. Однако, несмотря на каноничность сюжетов, каждое из произведений глубоко индивидуально и является отражением субъективного авторского восприятия образа святого.

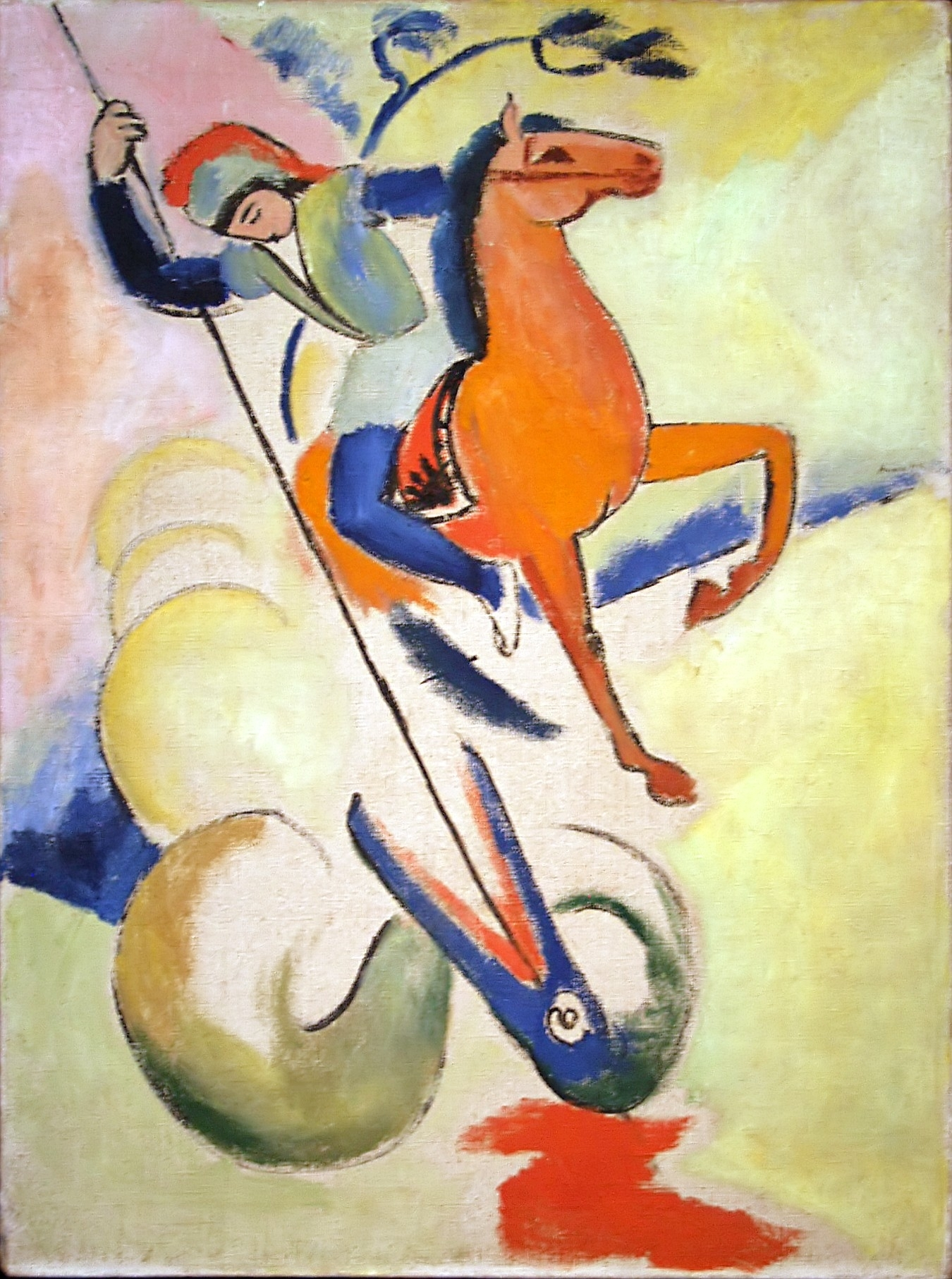
Святой Георгий. Картина Август Макке. 1912 год
Тори (Эстония). Битва святого Георгия с драконом (Скульптор Мати Кармин)
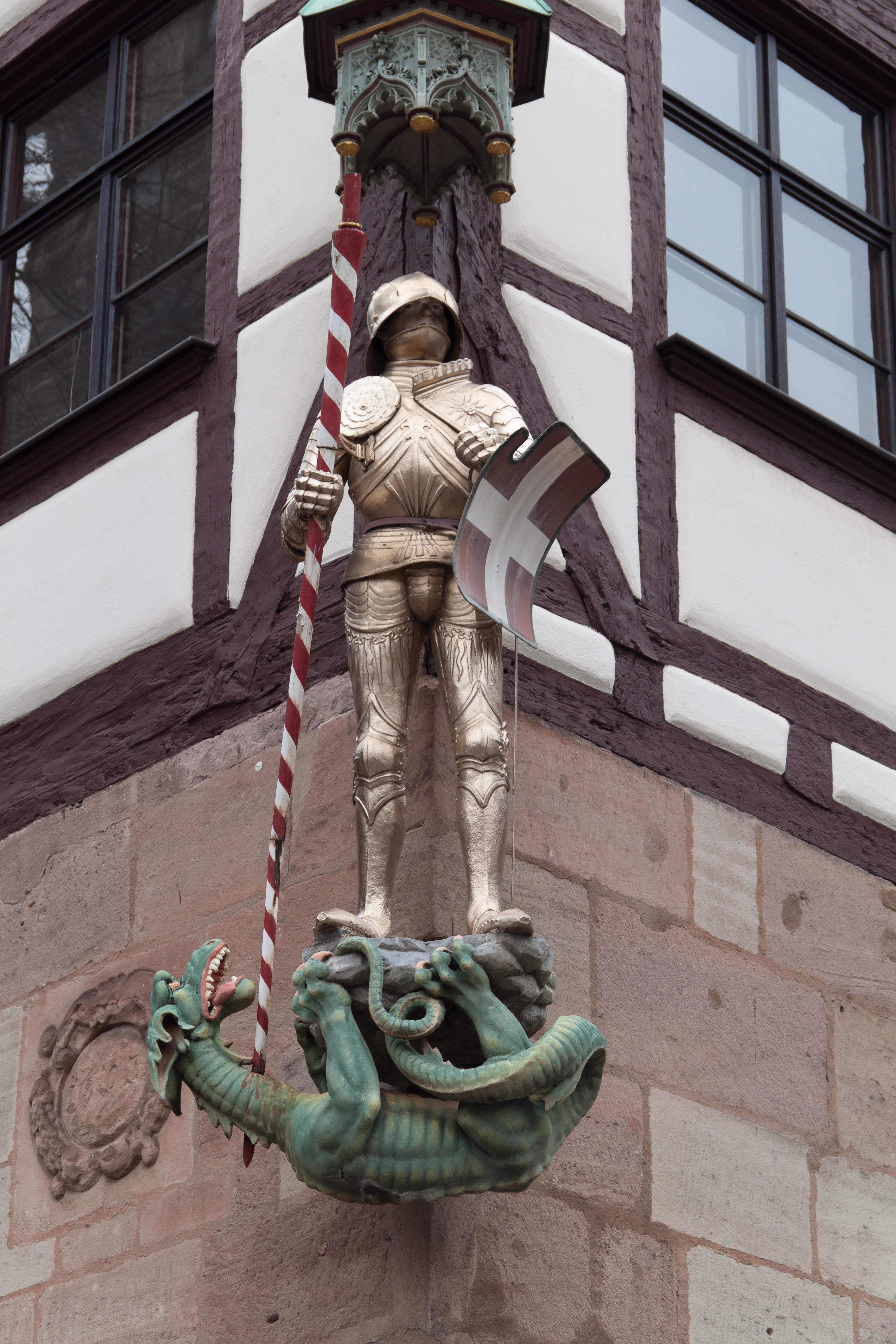
Нюрнберг (Германия). Святой Георгий и дракон
Москва. Скульптура на Поклонной Горе (Скульптор З. Церетели)
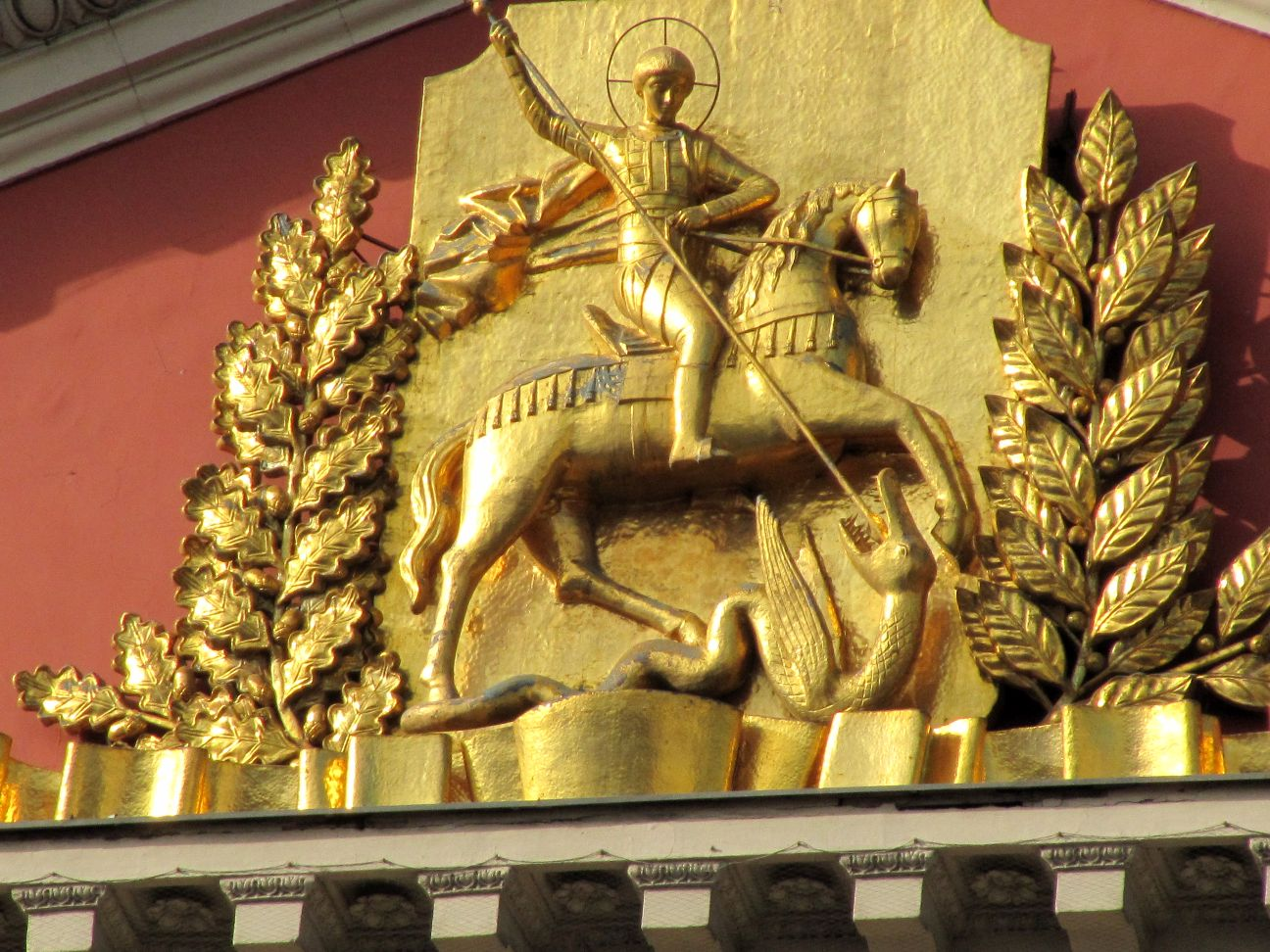
Москва. Святой Георгий и дракон на здании мэрии
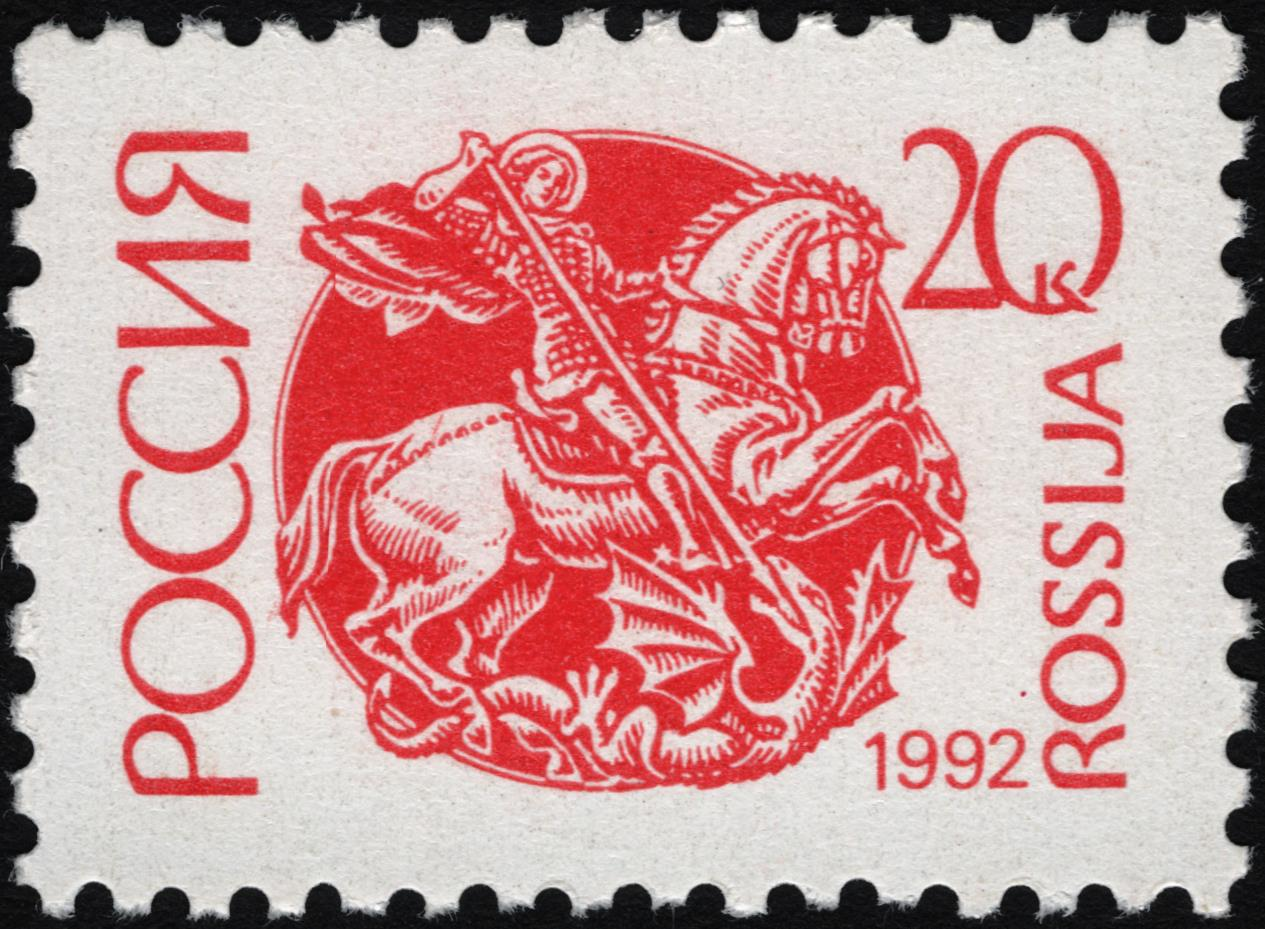
Россия. Почтовая марка. 1992 год
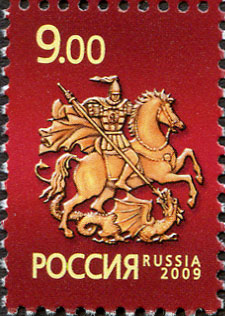
Россия. Почтовая марка со святым Георгием. 2009 год.
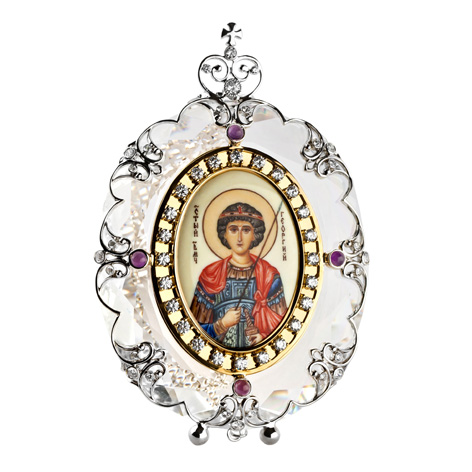
Икона «Святой Великомученик Георгий Победоносец». Ювелирный дом Моисейкин

### В геральдике

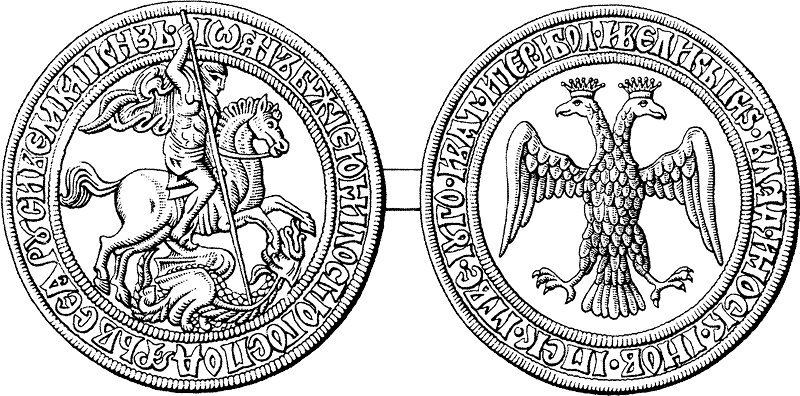
Печать Ивана Третьего. 1504

Со времён Дмитрия Донского считается покровителем Москвы, поскольку город был основан тезоименным ему князем Юрием Долгоруким. Изображение всадника, поражающего копьём змия, с рубежа XIV—XV веков появляющееся в московской геральдике, в народном сознании воспринималось как образ святого Георгия; в 1720—1730 годах это было закреплено официально.
В настоящее время данная фигура в гербе Российской Федерации описывается как «серебряный всадник в синем плаще на серебряном коне, поражающий серебряным копьём чёрного опрокинутого навзничь и попранного конём дракона», то есть без прямого упоминания святого Георгия, и изображается без нимба.

Герб Москвы

В то же время в описании герба Москвы говорится о святом Георгии, поражающем именно чёрного змия:

«Герб города Москвы представляет собой изображение на тёмно-красном геральдическом щите с отношением ширины к высоте 8:9 развернутого вправо от зрителя всадника — Святого Георгия Победоносца в серебряных доспехах и голубой мантии (плаще), на серебряном коне, поражающего золотым копьём чёрного Змия»
На гербе Грузии изображён геральдический щит красного цвета с Георгием Победоносцем, поражающим змея.
На гербе Киевской области также изображен Георгий Победоносец. При этом, вместо рекомендуемого испанского щита, применяется французский щит (как на большинстве гербов РФ).
Также в геральдике и вексиллологии используется георгиевский крест — прямой красный крест на белом поле либо, в упрощённом виде, красная полоса на белом поле. Он представлен на флагах Великобритании и Англии, Грузии, на флаге и гербе Милана, Белорусской народной республики, в убранстве православных священников. Не следует путать георгиевский крест с другим христианским символом — скандинавским крестом или с андреевским крестом.

Флаг Англии
Флаг Соединённого Королевства Великобритании и Северной Ирландии
Флаг Грузии
Флаг Милана
Герб Милана
Герб Барселоны

### В топонимике
- Великий князь Киевский Ярослав Мудрый в честь своего святого покровителя Георгия основал и назвал следующие города: Юрьев (Гюргев, ныне Тарту) и Юрьев Русский (сейчас Белая Церковь)[45].
- В 1152 году Юрием Долгоруким был основан Юрьев-Польский. По его приказу была сооружена почти круглая крепость, которая была обнесена сохранившимися до наших дней земляными валами высотой до 7 м, с деревянными стенами. В центре крепости, в 1234 году был возведён Георгиевский собор.
- В 1225 году владимирским князем Юрием Всеволодовичем был основан город на месте явления ему иконы великомученика Георгия Победоносца. Город получил название в честь святого Юрьев-Повольский, современное название — Юрьевец[46].

### Внумизматике
Изображение всадника присутствует на русских монетах с XIII века (впоследствии такие монеты стали копейками), однако их невозможно однозначно идентифицировать с Георгием. Тем не менее, на реверсе всех современных российских копеечных монет образца 1997 года, а также инвестиционных монетах «Георгий Победоносец», изготовляемых из золота и серебра, изображён всадник, рисунок которого практически идентичен образу на старинной новгородской иконе конца XIV века.
Изображение святого Георгия, сделанного гравёром Бенедетто Петруччи, также присутствует на британских соверенах с 1816 года.
30 августа 2018 года Банк России выпустил в обращение инвестиционные монеты «Георгий Победоносец» из драгоценных металлов серебряную номиналом 3 рубля и золотую номиналом 50 рублей.
9 января 2019 года Банк России выпускает в обращение инвестиционные монеты «Георгий Победоносец» серебряную номиналом 3 рубля и золотую номиналом 50 рублей.
14 января 2020 года Банк России выпустил в обращение инвестиционные монеты: «Георгий Победоносец» серебряную номиналом 3 рубля и золотую номиналом 50 рублей «Георгий Победоносец».

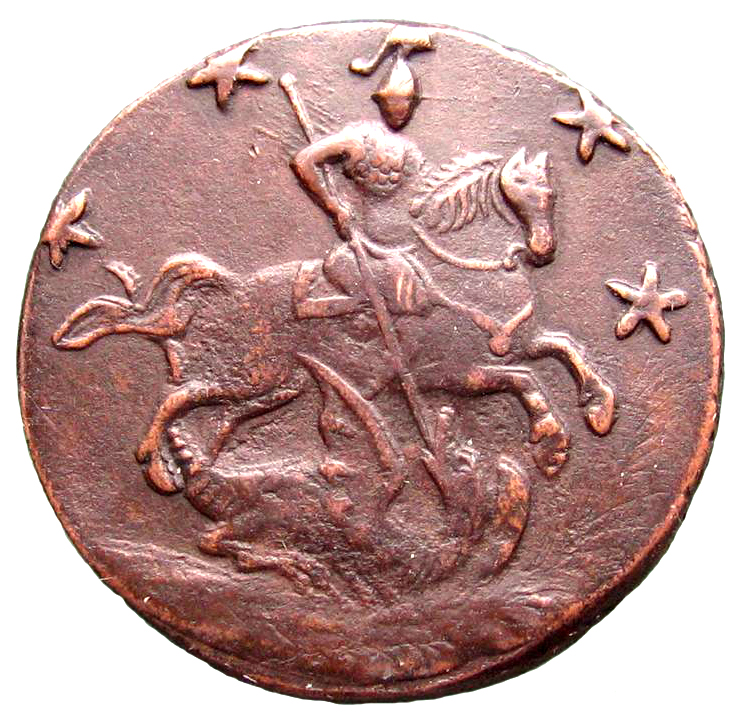
Монета Российской Империи 4 копейки 1762 года
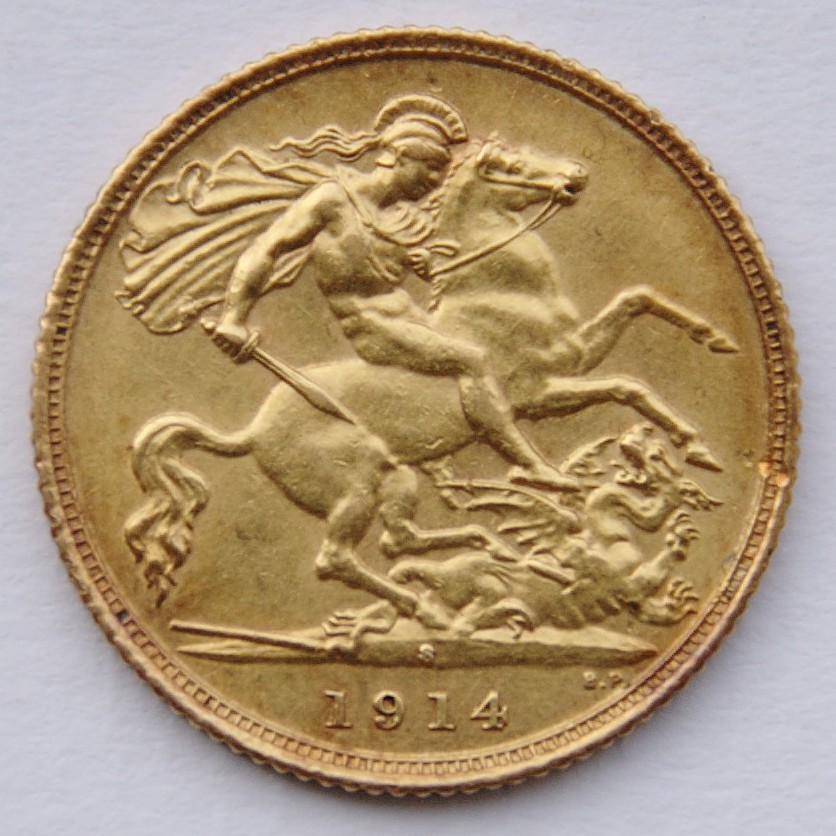
Британский полусоверен, выпущенный в Сиднее в 1914 году
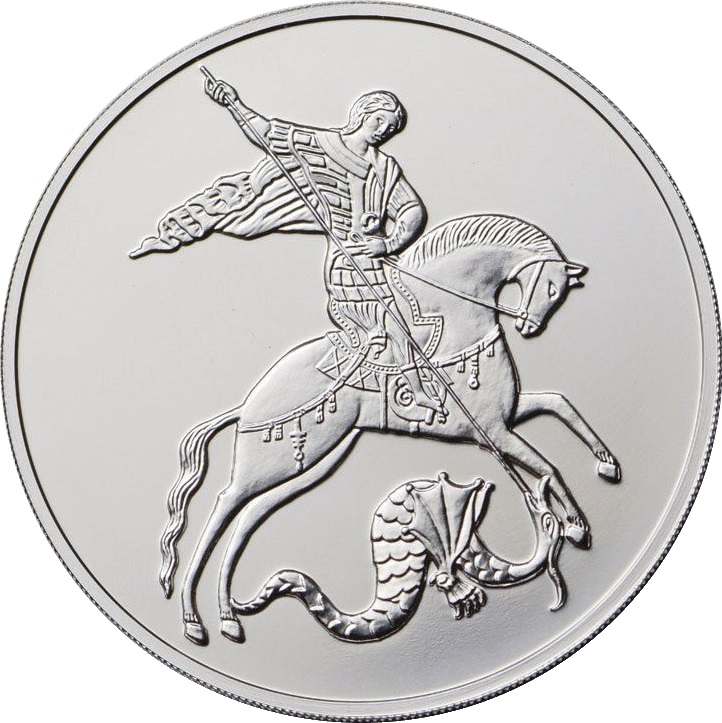
Аверс серебряной монеты «Георгий Победоносец» (выпуск по 2017 год)
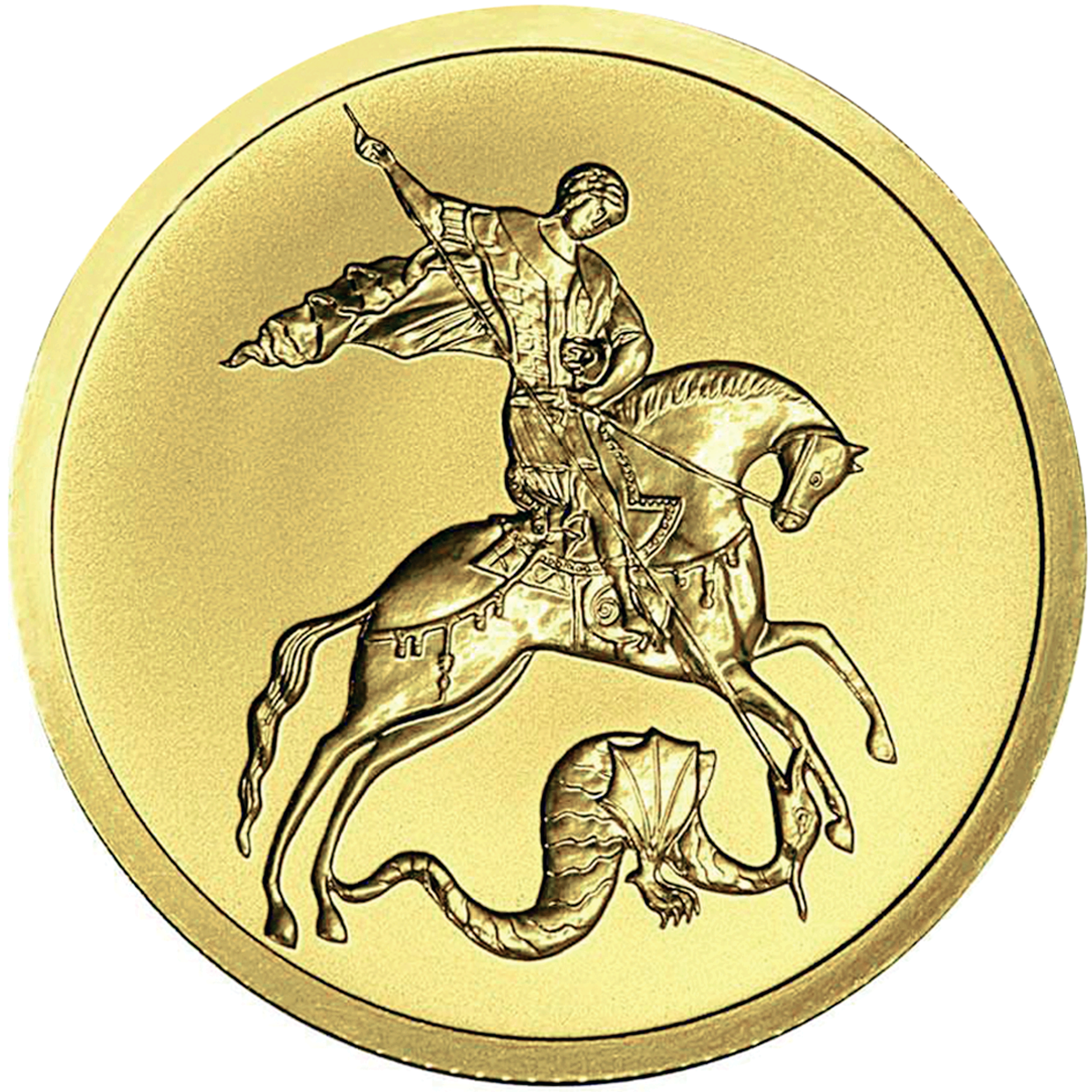
Аверс золотой монеты «Георгий Победоносец» (выпуск по 2015 год)
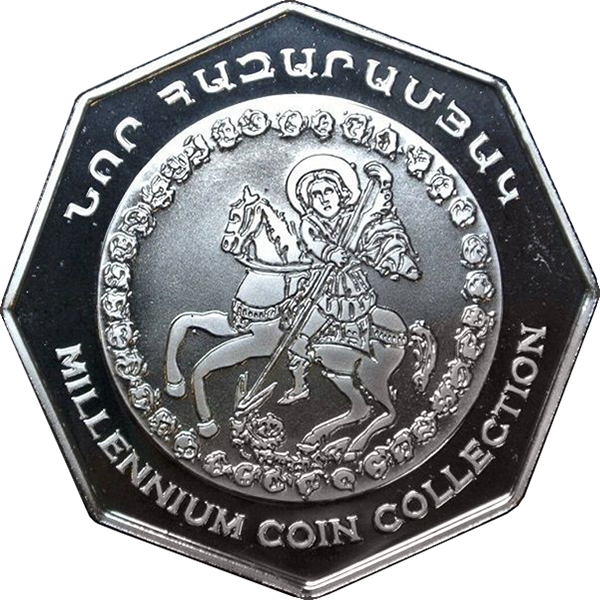
Реверс армянской монеты «Новое тысячелетие» (2000)  номиналом в 2000 драмов.